# Chrysis aridula
Chrysis aridula es una especie de avispa del género Chrysis, familia Chrysididae. Fue descrita por Bohart en 1962. Se encuentra en Estados Unidos.